# Izquierda Unida (San Marino)
Izquierda Unida (en italiano: Sinistra Unita, abreviado SU) fue un partido político de izquierdas de la República de San Marino, nacido en 2 de agosto de 2006 como coalición y en 2012 como partido, de la fusión de Refundación Comunista Sanmarinense con el Partido de la Izquierda - Zona Franca.

## Historia
Izquierda Unida nació del encuentro entre Refundación Comunista y Zona Franca, que se unieron tras un pacto federativo. Fue un partido de izquierdas progresista, que en las elecciones generales de 2006 consiguió 1.911 votos (correspondientes al 8,67% del total), logrando 5 escaños en el Consejo Grande y General. Junto al Partido de los Socialistas y Demócratas y a Alianza Popular de los Demócratas Sanmarinenses formó una coalición de gobierno y obtuvo dos representantes en el Congreso de Estado (el Gobierno de la República):
- Francesca Michelotti, Secretaria de Estado de Educación Pública, Institutos Culturales, Universidad y Asuntos Sociales.
- Ivan Foschi, Secretario de Estado de Justicia, relaciones con las Giunte di Castello,[1] Información y Paz.

Para las elecciones generales de 2008, adhirió a la coalición de centroizquierda "Reformas y Libertad" (Riforme e Libertà) junto al Partido de los Socialistas y Demócratas y al Movimiento de los Demócratas de Centro, consiguiendo 1.797 votos (8,57%) y quedándose con 5 escaños. Tras las elecciones, Izquierda Unida decidió pasar a la oposición.
Para las elecciones generales de 2012 formó una alianza con el movimiento Civico10 en la coalición "Ciudadanía Activa" (Cittadinanza Attiva); obtuvo un 9,1% de los votos, logrando otra vez 5 escaños.
Para las elecciones generales de 2016 se presentó en la lista única "Izquierda Socialista Democrática" (Sinistra Socialista Democratica).
El 10 de noviembre de 2017 el partido se disolvió para formar el nuevo partido Izquierda Socialista Democrática.

## Resultados electorales
| Año   | Votos | %     | Resultado | +/-         | Gobierno  |
| ----- | ----- | ----- | --------- | ----------- | --------- |
| 2006  | 1.911 | 8,67  | 5/60      | 3a          | Coalición |
| 2008  | 1.797 | 8,57  | 5/60      | Sin cambios | Oposición |
| 2012  | 1.808 | 9,14  | 5/60      | Sin cambios | Oposición |
| 2016b | 2.352 | 12,11 | 14/60     | 9           | Coalición |

aRespecto al resultado de la Refundación Comunista Sanmarinense en 2001.
bDentro de Izquierda Socialista Democrática.